# Кубарси, Пау
Па́у Кубарси́ Паре́дес (исп. Pau Cubarsí Paredes; 22 января 2007, Барселона, Испания) — испанский футболист, защитник клуба «Барселона» и сборной Испании. Олимпийский чемпион (2024).

## Клубная карьера
22 декабря 2023 года Кубарси дебютировал за основную команду «Барселоны» в товарищеском матче против мексиканского клуба «Америка».
18 января 2024 года Пау официально дебютировал за «Барселону» в матче Кубка Испании против клуба «Унионистас де Саламанка» и отличился голевой передачей. 21 января 2024 года Кубарси впервые сыграл в матче Чемпионата Испании, выйдя в стартовом составе, в матче против «Реал Бетиса». 12 марта 2024 года Пау впервые сыграл в Лиге чемпионов УЕФА, выйдя в стартовом составе в ответном матче 1/8 финала против «Наполи» и был признан лучшим игроком матча.

## Карьера в сборной
15 марта 2024 года Кубарси впервые был вызван в основную сборную Испании на предстоящие товарищеские матчи. 22 марта 2024 года Пау дебютировал за сборную Испании в товарищеском матче против сборной Колумбии и стал вторым самым молодым дебютантом в истории команды.

## Достижения

### Командные
«Барселона»
- Чемпион Испании: 2024/25
- Обладатель Кубка Испании: 2024/25
- Обладатель Суперкубка Испании: 2025

Сборная Испании
- Олимпийский чемпион: 2024
- Серебряный призёр Лиги наций УЕФА: 2024/25

### Личные
- Молодой игрок месяца в Ла Лиге: март 2024[11]
- Вошëл в символическую сборную Ла Лиги: 2024/25[12]

## Статистика выступлений

### Клубная карьера
| Клуб                | Сезон            | Лига | Лига | Кубок | Кубок | Еврокубки | Еврокубки | Другие | Другие | Итого | Итого |
| Клуб                | Сезон            | Игры | Голы | Игры  | Голы  | Игры      | Голы      | Игры   | Голы   | Игры  | Голы  |
| ------------------- | ---------------- | ---- | ---- | ----- | ----- | --------- | --------- | ------ | ------ | ----- | ----- |
| → Барселона Атлетик | 2023/24          | 9    | 0    | 0     | 0     | 0         | 0         | 0      | 0      | 9     | 0     |
| → Барселона Атлетик | Итого            | 9    | 0    | 0     | 0     | 0         | 0         | 0      | 0      | 9     | 0     |
| Барселона           | 2023/24          | 19   | 0    | 2     | 0     | 3         | 0         | 0      | 0      | 24    | 0     |
| Барселона           | 2024/25          | 33   | 0    | 6     | 1     | 13        | 0         | 2      | 0      | 54    | 1     |
| Барселона           | Итого            | 52   | 0    | 8     | 1     | 16        | 0         | 2      | 0      | 78    | 1     |
| Всего за карьеру    | Всего за карьеру | 61   | 0    | 8     | 1     | 16        | 0         | 2      | 0      | 87    | 1     |

### Выступления за сборную
| Сборная          | Год              | Товарищеские матчи | Товарищеские матчи | Официальные матчи | Официальные матчи | Итого | Итого |
| Сборная          | Год              | Игры               | Голы               | Игры              | Голы              | Игры  | Голы  |
| ---------------- | ---------------- | ------------------ | ------------------ | ----------------- | ----------------- | ----- | ----- |
| Испания          | 2024             | 3                  | 0                  | 2                 | 0                 | 5     | 0     |
| Всего за карьеру | Всего за карьеру | 3                  | 0                  | 2                 | 0                 | 5     | 0     |

### Матчи и голы за сборную
| Матчи и голы Кубарси за сборную Испании | Матчи и голы Кубарси за сборную Испании | Матчи и голы Кубарси за сборную Испании | Матчи и голы Кубарси за сборную Испании | Матчи и голы Кубарси за сборную Испании | Матчи и голы Кубарси за сборную Испании |
| №                                       | Дата                                    | Оппонент                                | Счёт                                    | Голы                                    | Соревнование                            |
| --------------------------------------- | --------------------------------------- | --------------------------------------- | --------------------------------------- | --------------------------------------- | --------------------------------------- |
| 1                                       | 22 марта 2024                           | Колумбия                                | 0:1                                     | —                                       | Товарищеский матч                       |
| 2                                       | 26 марта 2024                           | Бразилия                                | 3:3                                     | —                                       | Товарищеский матч                       |
| 3                                       | 5 июня 2024                             | Андорра                                 | 5:0                                     | —                                       | Товарищеский матч                       |
| 4                                       | 15 октября 2024                         | Сербия                                  | 3:0                                     | —                                       | Лига наций УЕФА 2024/25. Групповой этап |
| 5                                       | 18 ноября 2024                          | Швейцария                               | 3:2                                     | —                                       | Лига наций УЕФА 2024/25. Групповой этап |

Итого: 5 матчей / 0 голов; 3 победы, 1 ничья, 1 поражение.